# Гунар Нордал
Нилс Гунар Нордал (швед. Nils Gunnar Nordahl; 19. октобар 1921 — 15. септембар 1995) био је шведски фудбалер који је играо на позицији нападача. Био је убојит и физички јак нападач, са оком за гол, најпознатији је по игрању у Милану од 1949. до 1956. године, са којим је два пута освојио Скудето. Пет пута је био најбољи стрелац Серије А, више него било који други играч у историји италијанског првенства.
Нордал је најбољи стрелац Милана, а дуго је држао рекорд с највише постигнутих голова за један клуб у историји италијанске лиге, пре него што га је у јануару 2012. надмашио Франческо Тоти. И даље статистички држи рекорд сразмерно по броју голова и по наступима у Италији. Нордал се сматра једним од најбољих шведских фудбалера свих времена, а сматра се једним од најбољих нападача у историји фудбала. Године 2017. године уврштен је у листу 100 највећих играча свих времена часописа FourFourTwo, где је заузео 54. позицију.
Отац је бившег фудбалера Томаса Нордала.

## Каријера
Започео је фудбалску каријеру у шведском клубу Хорнефорс ИФ, да би затим прешао прво у редове Дегерфорса ИФ, а потом у ИФК Норчепинг. Освојио је четири првенства Шведске са Норчепингом, а једном је постигао чак седам голова у једној утакмици. За време боравка у шведским клубовима, Нордал је постигао 149 голова на 172 утакмице.
Нордал је прешао у италијански клуб Милан 22. јануара 1949. године. Придружили су му се саиграчи из националног тима, Гунар Грен и Нилс Лидхолм, те су чинили познати трио Гре-Но-Ли. Играјући осам сезона за Милан, био је рекордних пет пута најбољи стрелац Серије А (1949–50, 1950–51, 1952–53, 1953–54 и 1954–55). Нордал је такође најбољи стрелац Милана са 210 постигнутих лигашких голова.
Нордал је трећи стрелац Серије А свих времена, са 225 голова на 291 мечу, испред њега су само Силвио Пиола и Франческо Тоти. Због тога је Нордал најбољи стрелац међу неиталијанским играчима, а он је и статистички најефикаснији стрелац голова у Серији А икад са просечно 0,77 постигнутих голова по утакмици. Познат је по надимку il pompiere (ватрогасац) због свог бившег посла док је играо у Шведској.
Након одласка из Милана, Нордал је две сезоне играо за Рому. Његов рекорд са највише постигнутих голова у Серији А (не укључујући Дивисионе Национале, пре него што је Серија А успостављена) од 35 голова у сезони 1949–50, срушио је Гонзало Игваин у сезони 2015–16, који је тада постигао 36 голова. Нордал је члан куће славних фудбалског клуба Милан.

## Репрезентација
Нордал је први пут позван у репрезентацију Шведске 1942. године. Помогао је Шведској да освоји олимпијски фудбалски турнир 1948. године, а постао је најбољи стрелац турнира. За шведски тим су такође играла његова браћа Бертил и Кнут Нордал. Трансфер у Милан приморао га је да се повуче из националног тима, пошто су тадашња правила спречавала професионалце из шведске репрезентације да играју у иностранству, тако је пропустио Светско првенство 1950. заједно са саиграчима Греном и Лидхолмом који такође нису били позвани. Одиграо је 33 утакмице у дресу репрезентације и постигао је укупно 43 гола.

## Трофеји

### Клуб
ИФК Норчепинг
- Прва лига Шведске (4): 1945, 1946, 1947, 1948.
- Куп Шведске (1): 1945.

Милан
- Серија А (2): 1950/51, 1954/55.
- Латински куп (2): 1950/51, 1955/56.

### Репрезентација
Шведска
- Летње олимпијске игре (1): 1948.

### Индивидуалне награде
- Најбољи шведски фудбалер (1): 1947.[6]
- Најбољи стрелац Прве лиге Шведске (4): 1943, 1945, 1946, 1948.[4]
- Најбољи стрелац олимпијског турнира (1): 1948.
- Најбољи стрелац италијанске Серије А (5): 1950, 1951, 1953, 1954, 1955.[4][7]
- Кућа славних ФК Милана[7]

## Статистика каријере

### Клуб
| Клуб            | Сезона          | Лига    | Лига   |
| Клуб            | Сезона          | Наступи | Голови |
| --------------- | --------------- | ------- | ------ |
| Хорнефорс       | 1937/38         | 14      | 20     |
| Хорнефорс       | 1938/39         | 14      | 25     |
| Хорнефорс       | 1939/40         | 13      | 23     |
| Дегерфорс       | 1940/41         | 17      | 15     |
| Дегерфорс       | 1941/42         | 21      | 13     |
| Дегерфорс       | 1942/43         | 20      | 14     |
| Дегерфорс       | 1943/44         | 19      | 14     |
| Норчепинг       | 1944/45         | 22      | 27     |
| Норчепинг       | 1945/46         | 21      | 25     |
| Норчепинг       | 1946/47         | 20      | 17     |
| Норчепинг       | 1947/48         | 22      | 18     |
| Норчепинг       | 1948/49         | 10      | 6      |
| Милан           | 1948/49         | 15      | 16     |
| Милан           | 1949/50         | 37      | 35     |
| Милан           | 1950/51         | 37      | 34     |
| Милан           | 1951/52         | 38      | 26     |
| Милан           | 1952/53         | 32      | 26     |
| Милан           | 1953/54         | 33      | 23     |
| Милан           | 1954/55         | 33      | 27     |
| Милан           | 1955/56         | 32      | 23     |
| Рома            | 1956/57         | 30      | 13     |
| Рома            | 1957/58         | 4       | 2      |
| Укупно Милан    | Укупно Милан    | 257     | 210    |
| Укупно каријера | Укупно каријера | 504     | 442    |

### Репрезентација
| 1942   | 4  | 2  |
| 1943   | 5  | 5  |
| 1944   | 0  | 0  |
| 1945   | 5  | 7  |
| 1946   | 3  | 2  |
| 1947   | 7  | 15 |
| 1948   | 9  | 12 |
| Укупно | 33 | 43 |